# Salmoneus teres
Salmoneus teres is een garnalensoort uit de familie van de Alpheidae. De wetenschappelijke naam van de soort is voor het eerst geldig gepubliceerd in 1990 door Manning & Chace.